# Kold hævn
Kold hævn (originaltitel: The Eiger Sanction) er en amerikansk action-thriller fra 1975 med Clint Eastwood i hovedrollen som en pensioneret professionel morder, der bliver hyret til at hævne drabet på en gammel ven.  Eastwood har også instrueret filmen, hvor mange af scenerne er optaget på bjerget Eiger i Alperne. 

## Baggrund
Eastwoods foregående film Thunderbolt havde netop været en fiasko med dårligt salg af billetter, og han var endnu ikke klar til at indspille en efterfølger for Dirty Harry. Universal Studios havde et manuskript liggende til en film om en spion, der udsættes for store prøvelser i bjergene, og Eastwood fandt det lovende, men fik det sendt til en manuskriptforfatter, Warren Murphy, som skulle forbedre det. Filmen blev hovedsagelig optaget på bjerget Eiger i de Schweiziske alper. Under optagelserne på bjerget, som anses for et af de sværeste at bestige i alperne, blev den ledende stuntman, David Knowles, dræbt, og Eastwood var lige ved at aflyse optagelserne, men blev overtalt til at færdiggøre filmen.

## Handling
Jonathan Hemlock er en estimeret professor i kunsthistorie (spillet af Eastwood). Han har tidligere været lejemorder og bjergbestiger, og hans berømte kunstsamling er finansieret af honoraret fra de drab, han har begået, ligesom den er opkøbt på det sorte marked. Han har imidlertid droppet kriminaliteten og har trukket sig tilbage til en renoveret gotisk kirke på Long Island, ligesom han arbejder som professor på et universitet. Han bliver brat tvunget ud af den trygge tilværelse efter en henvendelse fra sin tidligere chef «Dragon», en eks-nazist og albino som som holdes i live af hyppige blodtransfusioner. Denne har et sidste job til ham, hvor han skal opspore og dræbe en livsfarlig dobbeltagent, som har myrdet en agent, Hemlock tidligere var kammerat med. Hemlock udfører opgaven, men presses af sin chef til også at finde bagmanden, som har hyret dobbeltagenten. Efter en del modstand, giver Hemlock omsider efter for sin tidligere chef og går med til at jage bagmanden. Inden denne jagt kan begynde, må han træne hårdt hos Ben Bowman, en gammel ven og bjergbestiger, der tidligere har reddet hans liv. En mystisk person ved navn Miles ankommer til det resort, hvor træningen foregår, og forsøger ved hjælp af en livvagt at dræbe Hemlock, men denne forpurrer planen, dræber livvagten og efterlader Miles i ørkenen, hvor han omkommer af sult og tørst. Herefter begiver Hemlock sig på den halsbrækkende ekspedition i de schweiziske alper sammen med et bjergbestiger-team. Et af team-medlemmerne er manden, han jager, og Hemlock må gennem mange genvordigheder, inden han opdager dennes identitet. Afsløringen af skurkens identitet og Hemlocks reaktion herpå er typisk for en klassisk whodunnit.

## Medvirkende
- Clint Eastwood - Dr. Jonathan Hemlock
- George Kennedy - Ben Bowman
- Vonetta McGee - Jemima Brown
- Jack Cassidy - Miles Mellough
- Heidi Brühl - Mrs. Anna Montaigne
- Thayer David - Dragon
- Reiner Schöne - Karl Freytag
- Michael Grimm - Anderl Meyer
- Jean-Pierre Bernard - Jean-Paul Montaigne